# 金光與一郎
金光 與一郎（かなみつ よいちろう、天保7年（1836年） -  明治21年（1888年）12月16日）は、岡山藩士。金光等平の子。通称は、乙吉のち與一郎。諱は、幸寿。

## 経歴
嘉永4年（1851年）11月15日、御目見え。嘉永5年（1852年）1月1日、前髪を落とす（元服）。同年8月19日、御普請加奉行雇入直勤となる。安政6年（1859年）12月28日、與一郎に改名。
慶応元年（1865年）6月5日と10月7日の上京時に御馬廻り御守衛。慶応2年（1866年）7月13日、新流大砲隊仰付。同年9月15日より、湊村台場（岡山市湊）へ出勤。慶応3年（1867年）3月2日、九番砲隊中隊司令士仰付。
明治元年（1868年）1月10日、池田監物（番頭）の御供で備中国中原村（総社市中原）に出張（京都の太政官による旧幕府勢力の土地接収の命による）。同年1月17日、備中松山へ出兵し、翌日から3月17日まで備中松山城へ繰込み番兵として滞在。同年8月31日、九番砲隊中隊司令士（五番砲隊の一部も人員に加える）として東行を申し付けられ、同年9月2日出兵（岡山藩江戸屋敷には9月17日到着）。同年10月2日、水戸藩援兵（諸生党討伐）の一員として水戸へ赴く（弘道館戦争）。江戸屋敷帰陣後の10月20日、池田章政より徳川昭武から送られた酒を賜った。
明治元年10月30日、明治政府より箱館へ出兵仰付けられ、岡山藩では家中の精鋭の士から選りすぐられた精鋭隊・新武隊が組織されたが、與一郎は新武隊に属した。同年11月7日洋船エソフヘ号で横浜港を出て11月11日山田港（岩手県山田町）へ赴き11月14日宮古村で滞陣。11月17日野辺地（青森県野辺地町）へ出兵し、明治2年（1869年）4月11日まで滞陣。
明治2年（1869年）4月12日、イギリス船ヤンシイ号で新政府軍の一員として江差へ上陸し新武隊雀部八郎（監軍）の指揮のもと木古内方面に進軍。木古内、矢不来、七重浜と転戦しながら五稜郭正面に布陣（箱館戦争）。旧幕府軍降伏後の同年5月24日に引揚命令が下ったことにより、洋船富士山丸で引揚。同年6月1日品川沖に着陣。同年6月2日、江戸屋敷へ帰陣し藩主章政より労いの酒肴を賜る。
明治2年（1869年）6月19日イギリス船ヤンシイ号に乗船し6月23日岡山藩領内の九幡（岡山市九幡）上陸し西大寺村（岡山市西大寺）で一泊の後、正式に帰国した。同年9月5日、九番砲隊分隊司令士仰付。同年10月1日、三番砲隊分隊長を仰付けられる。
その後も、明治3年（1870年）1月18日と2月18日の領内での砲撃訓練で褒められ御酒菓子や賞金・薙刀を賜ったりしている。